# Demain tout commence
Demain tout commence (bra: Uma Família de Dois; prt: Dois É uma Família) é um filme de comédia dramática francês de 2016, dirigido por Hugo Gélin e estrelado por Omar Sy. É uma refilmagem do mexicano Não Aceitamos Devoluções (No se aceptan devoluciones).
No Brasil, foi lançado nos cinemas pela Paris Filmes em 29 de junho de 2017, antes do lançamento, foi apresentado no Festival Varilux de Cinema Francês.

## Elenco
- Omar Sy como Samuel
- Gloria Colston como Gloria
- Clémence Poésy como Kristin Stuart
- Antoine Bertrand como Bernie
- Ashley Walters como Lowell
- Clémentine Célarié como Samantha

Ruben Alves teve um papel menor.

## Produção
O filme começou a filmagem em 21 de setembro de 2015 no sul da França antes de mudar-se para Londres. As filmagens estavam programadas para terminar em 10 de dezembro de 2015.

## Recepção
Na França, o filme tem uma nota média de 3,2/5 no AlloCiné calculada a partir de 15 resenhas da imprensa. No agregador de críticas Rotten Tomatoes, que categoriza as opiniões apenas como positivas ou negativas, o filme tem um índice de aprovação de 38% calculado com base em 13 comentários dos críticos.

## Bilheteria
| Classificação | País ou região | Bilheteria (em US$) | Data de lançamento    |
| ------------- | -------------- | ------------------- | --------------------- |
| 1             | França         | 23.337.388          | 7 de dezembro de 2016 |
| 2             | Itália         | 7.827.815           | 20 de abril de 2017   |
| 3             | Alemanha       | 6.937.802           | 5 de maio de 2017     |
| 4             | Espanha        | 3.430.542           | 3 de março de 2017    |
| 5             | Países Baixos  | 2.828.384           | 26 de janeiro de 2017 |
| 6             | Rússia         | 1.741.939           | 12 de janeiro de 2017 |
| 7             | Polónia        | 1.188.782           | 10 de maio de 2017    |
| 8             | Brasil         | 382.761             | 29 de junho de 2017   |
| 9             | Eslovênia      | 355.737             | 9 de março de 2017    |
| 10            | México         | 239.074             | 21 de julho de 2017   |

## Prêmios e Indicações
- Festival Alpe d'Huez 2018: Prêmio Unifrance de melhor comédia